# 福丸伯爵
福丸伯爵（ふくまるはくしゃく）は日本の俳優、お笑いタレント。東京都八王子市出身。
　

## 特徴・エピソード
お笑いもやる劇団『オフィス怪人社』出身
主にツッコミを担当、「ミスターみのがさず」の異名を持つ。
怪人社を退団後はさまざまな劇団に出演。
また、舞台監督や、小道具、美術、などでも活躍。
インターネット放送局「あっ!とおどろく放送局」でさまざまな番組に出演。
現声優の花井なおと準レギュラーにハドソンの高橋名人とゲームの生放送番組をやっていた。
怪人社時代や番組などで、お笑い、演劇、声優、アーティスト、漫画家、クリエイターと交友関係は多彩。
怪人社時代に岡田正子に五感をフル回転し、想像力を豊かにする独自のシステム、ベラ・レーヌ・システムを学ぶ
- 役者を名乗ってはいるがファミリーコンピュータに詳しく、ゲーム関係の番組のMCもそつなくこなす。
- 好みのタイプは安田美沙子。
- 体系については番組プロデューサー曰く「白くて大きい人。」
- パスワードを忘れてブログをアメブロに変更。

## 活動の履歴

### 舞台
オフィス怪人社公演
- 「男汁(邦題)」 1997年6月26日〜6月29日 タイニィアリス
- 「エラ美人」 1998年6月5日〜6月7日 タイニィアリス
- 「広くて素敵な宇宙じゃないか」 1999年2月9日〜2月10日 タイニィアリス
- 「10minutes(テンミニッツ)」 1999年8月5日〜8月8日 タイニィアリス
- 「電気くびれ'89」 1999年12月17日〜12月19日 シアターD
- 「アインシュタインロマンス」 2000年2月1日〜2月2日 タイニィアリス
- 「COLD SLEEP」 2000年7月6日〜7月9日 タイニィアリス
- 「恥部知らず」 2000年12月23日〜12月24日 シアターD
- 「太極五福星」 2001年3月2日〜3月4日 下北沢駅前劇場
- 「第76回・ものすごい死刑」 2001年7月27日〜7月29日 下北沢駅前劇場
- 「男のシンボル」 2001年12月20日〜12月23日 シアターモリエール
- 「アインシュタインロマンス」 2002年5月3日〜5月5日 シアターモリエール
- 「象面ガネーシャ」 2002年10月8日〜10月10日 タイニイアリス
- 「ハンサム VS メカハンサム」 2003年1月5日〜1月8日 下北沢駅前劇場
- 「狂恋デカダンス」 2003年10月2日〜10月5日 下北沢駅前劇場
- 「太極ベイビー」 2004年4月28日〜4月30日 シアターモリエール
- 「象面ガネーシャ」 2004年12月2日〜12月5日 シアターVアカサカ
- 「魁！！女塾」 2005年4月28日〜5月1日 ザ・ポケット

その他
- 「フラッシュバック11.X」 ACHITION 2005年12月2日〜12月4日 TheaterBLATS
- 「JUDGE日〜逃げの小五郎物語」 おぅるでぃずTheater 2005年7月29日〜7月31日 武蔵野芸能劇場
- 「極道の妻…の旦那達」 脱線劇団PAGE・ONE パートII 2006年9月8日〜9月10日 タイニイアリス
- 「アンチゴーヌ、逝きます」 劇団フルーツ 2006年9月29日〜10月1日 てあとる らぽう
- 「KAGEFUM」 ACHITION 2006年11月30日〜12月4日 サンモールスタジオ
- 「ストラルドブラグ日〜魔神邂逅日〜」 R:MIX 2007年7月23日〜7月29日 新宿スペース107
- 「サムライメガネ荒野に立つ!?」 ACHITION 2008年4月16日〜4月20日 シアターブラッツ
- 「パソドブレ」 発条ロールシアター 2008年9月19日〜9月21日 スタジオあくとれ
- 「ナンノチカラ?」 AchiTION! 2009年6月26日〜6月28日 シアターモリエール
- 「AchiTION!Q&A」 AchiTION! 2009年12月4日〜12月6日 しもきた空間リバティ
- 「壬生狼伝日〜鴨が飛ぶ空日〜」世界征服計画 2010年5月14日〜16日 日暮里-d倉庫
- 発条ロール+(プラス)「no title〜ノータイトル」（2011年1月19日-22日、新宿タイニイアリス）
- 演激集団INDIGO PLANTS「雷電の如く」（2012年8月2日-7日、日暮里-d倉庫）

```
（株）酔いどれ天使 第1期株主総会　「エンジェル・ガーディアン」（2014年4月16〜20日）ウエストエンドスタジオ
```

### お笑いライブ・司会・出演
- 新人お笑い大富豪
- 大晦日だよ!芸人集合!
- 笑いの神様
- 夏休み最後の宴
- 怪人三国志
- オフィス★怪人社LIVE!
- イケナイモノよんじゃった
- SUMMER SONIC03、04、05＜SIDE-SHOW MESSE＞
- club asiaだヨ!芸人集合
- お笑い大陸

```
ミリタリーチャリティライブvol.24
アニソンやっちゃって！1周年記念をみんなで祝っちゃって！
```

『ハドソンナイト』
『ハドソンナイト2』(ハドソンナイトナイト)

### 映像・声の出演
インターネット放送局あっ!とおどろく放送局
- 「怪人TV」トークバラエティMC
- 「バイバ!TOEO STSTION」 バンダイナムコのMMORPG、テイルズオブエターニアオンラインオフィシャル番組MC
- 「ドッキドキ!TVゲーム超新星」

その他、東京ゲームショウ取材や他番組に出演。
不定期にユースト生配信「ドッキドキ!TVゲーム大迷惑」を桜田名人、瀬尾明日香と自宅から配信中
映画
- 「金の斧」（泉常夫監督）

ゲーム
- 「半熟英雄4 7人の半熟英雄」（スクウェア・エニックス、PS2ソフト） - イビルランプキン、エッグモンスター多数

### 協力
- 鉄拳単独ライブ〜鉄拳〜
- 鳥肌実廃人演説 他多数
- 免疫魔人『くるくる汚染B区域』
- 免疫魔人『くるくる惨め』
- 鉄拳展覧会
- 超新塾集会「衝動」
- 超新塾集会「悩殺」
- トリコロール単独ライブ
- オフィス★怪人社新人公演「それからのないた赤おに」（池袋小劇場）
- 怪人社分化連盟（怪文連）第一回エンゲキ発表怪「恋愛戯曲」（Pit北/区域）
- 「終わらない僕たちの夜」 青春演劇ユニット・Pures(ピュアーズ) 2006年5月3日〜5月6日 映像オペレーター
- 「バレンタイン☆キッス」 青春演劇ユニット・Pures(ピュアーズ) 2007年2月10日〜2月13日 映像オペレーター
- 「グッドバイ・メモリーズ」 CharuLaughSHAMPOO 2007年9月27日〜9月30日 中野劇場MOMO 舞台監督
- 「魔王転生 MAOUTENSYOU」 R:MIX 2008年10月30日〜11月2日 シアターサンモール 音響サポート
- 「Let it be」CharuLaughSHAMPOO 2009年4月22日〜4月26日 中野劇場MOMO 舞台監督
- 「今日は私のリサイクル」 亜細亜象演劇卸売市場 2009年8月13日〜8月17日 下北沢OFFOFFシアター 舞台監督

### 趣味のバンド活動
米米CLUBのコピーバンド「BAY SIDE CLUB」、パーカッション担当
- I2＝E2（愛情は異常） 1997年3月30二里 新宿JAM
- HOT PENTA（ホットペンタ） 1998年5月10日 恵比寿GUILTY
- 6NOW LIVE THE NIGHT（ロクなライブじゃないと） 1999年11月23日 東池袋サンライズ
- KISSIV（キッシブ） 2000年8月13日 恵比寿GUILTY
- SEOIS（セオイス） 2001年7月1日 恵比寿GUILTY
- SPACE EGYPT X 2003年10月19日 恵比寿GUILTY
- NET（ネット） 2004年9月13日 恵比寿GUILTY
- @after（アットアフター） 2007年8月5日 新宿LOFT
- STRaeNGTH（ストレンジス） 2007年9月24日 渋谷GUILTY

米米CLUBのコピーバンド「FUNK LOVE」パーカッション担当
- なりゆきでこうなりました 2009年2月7日 六本木EDGE

出展について
- 活動履歴については、本人のmixiで公開している内容を引用
- エピソード等は本人出演の「ドッキドキ!TVゲーム超新星」でのコメントを記載